# Военное кладбище (Этапль)
Военное кладбище (фр. Cimetière militaire d'Étaples) — военное кладбище жертв Первой и Второй мировых войн. Расположено в г. Этапль во Франции, регион О-де-Франс, департамент Па-де-Кале, округ Монтрёй-сюр-Мер, кантон Этапль. Расположено недалеко от Булони на северо-западном побережье Франции на месте бывшего крупного военного госпитального комплекса, используемого союзниками во время Первой мировой войны. Находится в подчинении Комиссии по военным захоронениям Содружества  ( CWGC )
Является крупнейшим британским кладбищем во Франции, его ежегодно посещают более 25 000 человек. Во время Второй мировой войны в г. Этапль также находились военные госпитали союзников. 
Проект военного кладбища был разработан сэром Эдвином Лаченсом и помощником архитектора Джорджем Хартли Голдсмитом.
Ныне на кладбище похоронены более 11 500 человек, погибших в двух мировых войнах, в том числе, солдат и офицеров из:
- Великобритании — 8819
- Канады — 1145
- Австралии — 464
- Новой Зеландии — 260
- Южной Африки — 68
- Индии — 17
- Германии — 658
- неизвестных — 73

Из общего количества похороненных здесь более 10 000 были жертвами Первой мировой войны, которые погибли или умерли от ран в Этапле и его окрестностях.

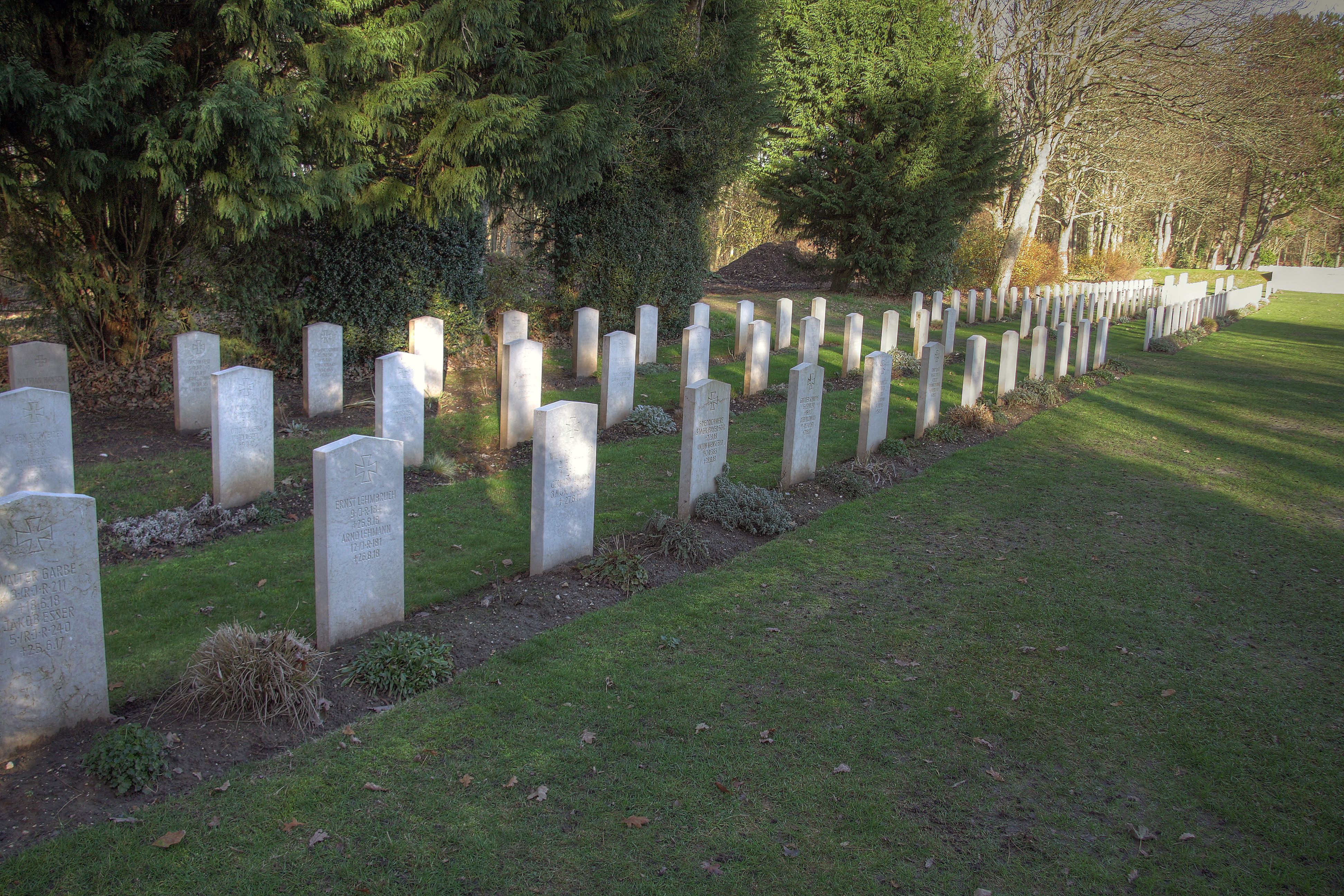
Немецкие захоронения
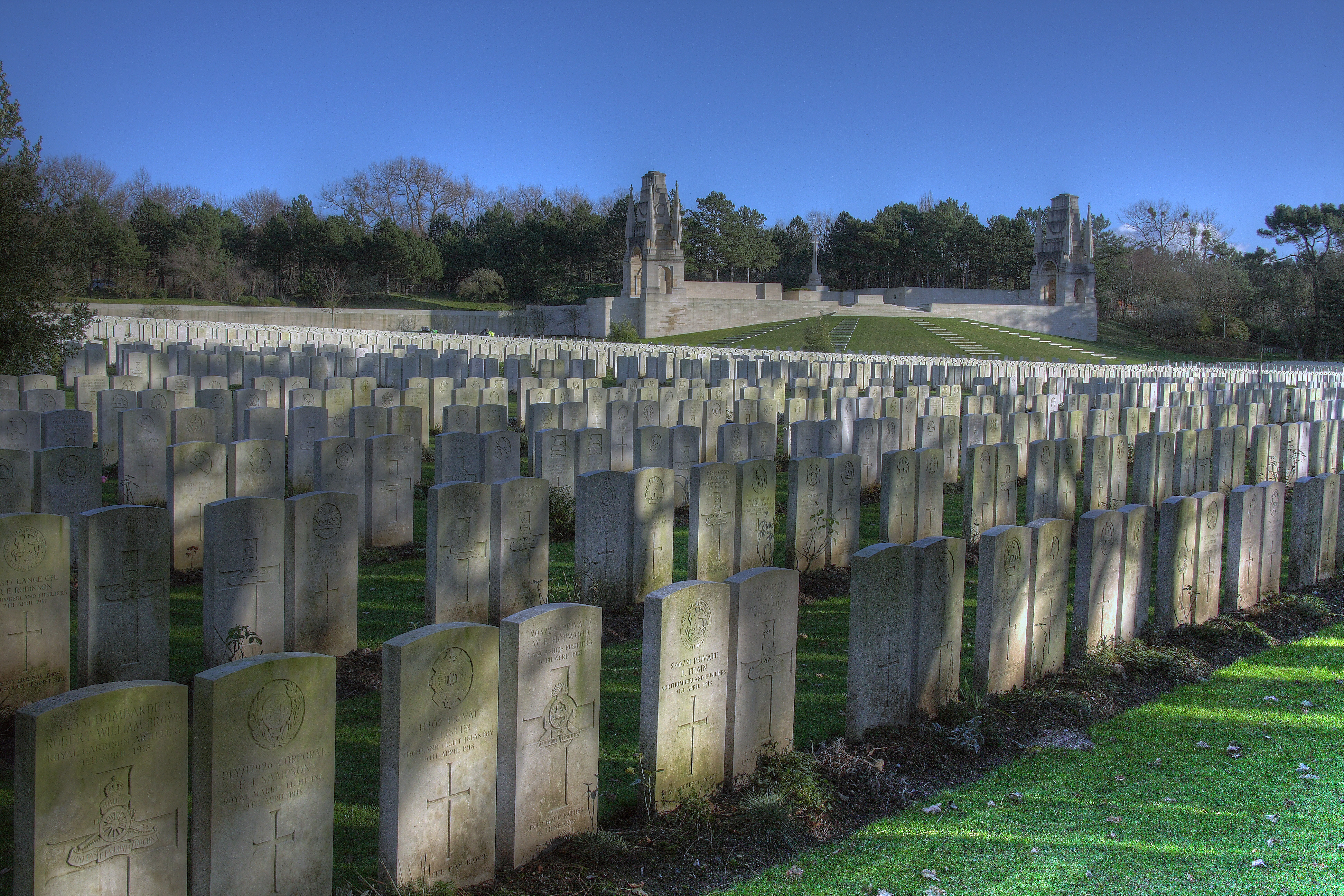
Могилы британцев
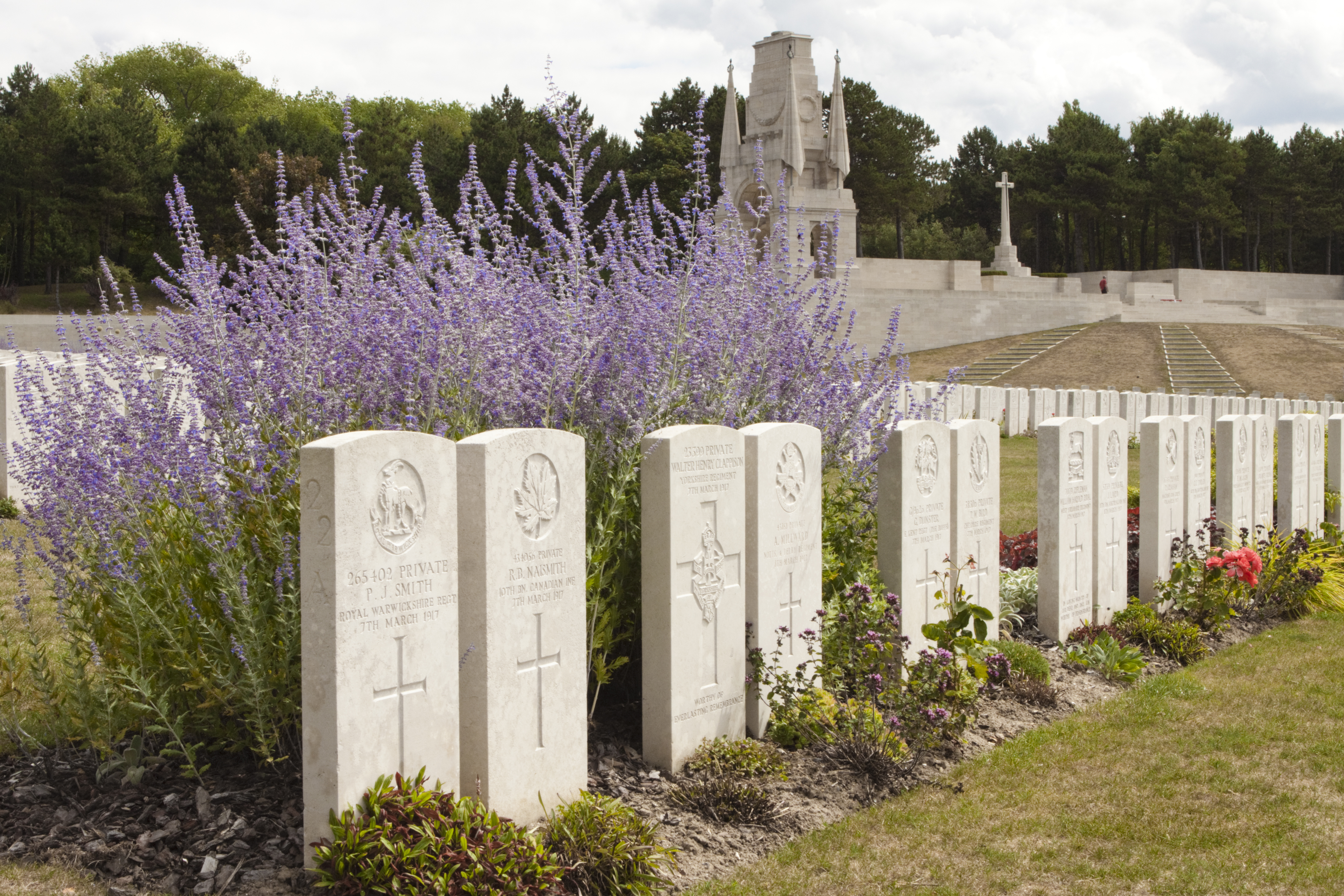
Фрагмент кладбища
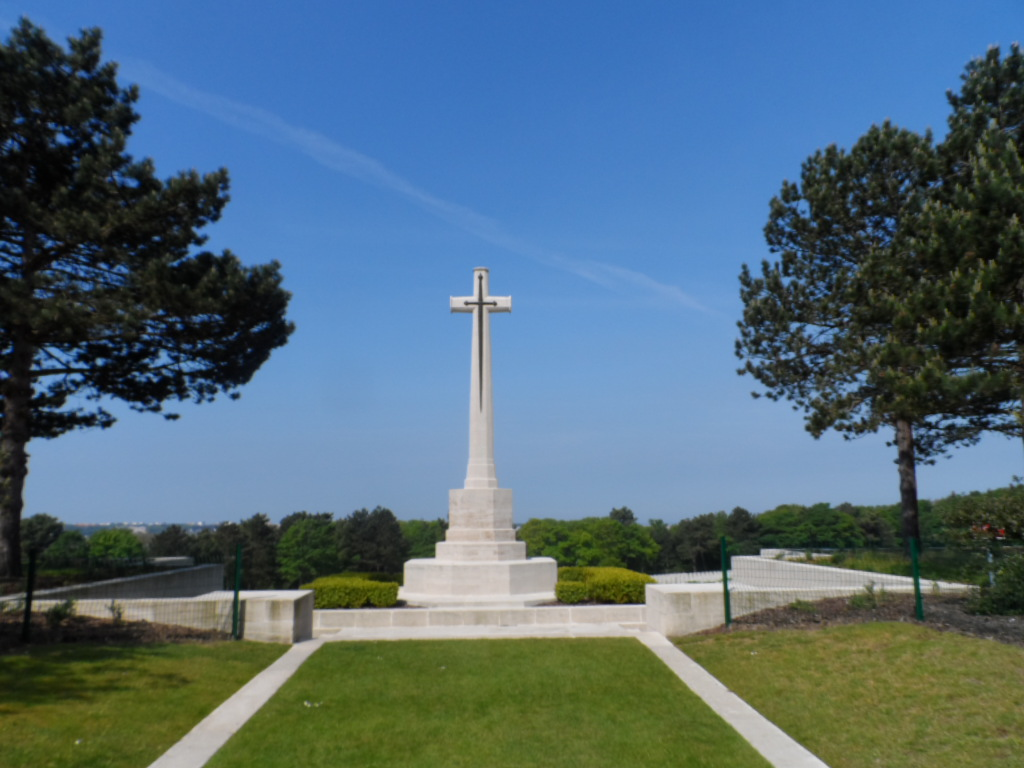
Жертвенный крест